# 山極満博
山極 満博 （やまぎわ みつひろ、1969年 - ）は、日本の現代美術家。男性。

## 経歴
- 1969年-長野県生まれ
- 1998年-第3回アート公募’99 審査員奨励賞
- 1998年-第13回ホルベイン・スカラシップ
- 1992年-東京造形大学デザイン学科1類 映像コース 卒業

## 主な展覧会

### 個展
- 1998年-「blank」 ギャラリー現 、東京
- 1999年-「balance」 OギャラリーUP・S 、東京
- 1999年-「family restaurant in suburbs」 なるせ美術座 、東京
- 2001年-「消失点」新世代への視点2001 ギャラリー現 、東京
- 2001年-「instant installation」 モリスギャラリー 、東京
- 2001年-「pretty vacant」 上山田文化会館ホワイエギャラリー、長野
- 2002年-「空回り｜スル」 ギャラリー覚、東京
- 2002年-「division」 現代HEIGHTS Gallery Den、東京
- 2002年-「…のような…みたい？」 マキイマサルファインアーツ、東京
- 2003年-「far away」 Library Cafe & Dining sora、東京
- 2003年-「tirol」 art& river bank、東京
- 2004年-「common place」 ギャラリー覚、東京
- 2005年-「unwritten」 reading finerefine、東京
- 2006年-「others」ギャラリー覚、東京
- 2007年-「off season」ギャラリー現、東京
- 2007年-「there, here and over there」旅の宿　滝の湯、長野
- 2010年-「PALE BLUE」Base Gallery、東京
- 2010年-「reflect / sound / listen」ギャラリー現、東京
- 2011年-「parallel and equilibrium」ギャラリー現、東京
- 2011年-「Lamp black & blank」Wein & Co、スイス[1]
- 2012年-「日常の寓話性」gallery COEXIST-TOKYO、東京

### グループ展
- 2000年-「day off' 84」 フタバ画廊 、東京
- 2003年-「take art collection 2003」 spiral 、東京
- 2003年-「tokyo doll」 Design Exchange 、トロント
- 2003年-「thinking about dog's death」 art & river bank 、東京
- 2004年-「take art collection 2004」 spiral 、東京
- 2004年-「Sの心象評論 Vol.4」 アートスペース羅針盤 、東京
- 2004年-「行方不明」 art-life vol.2 spiral 、東京
- 2005年-「map of meanings 3」 PLATTFORM - Raum für Kunst 、ウィーン
- 2005年-「あなたの居場所」 静岡県立美術館、静岡
- 2008年- Art Program Ome 2008「U-39　空気遠近法」BOX KI-O-KU　旧都立繊維試験場、東京
- 2008年-「金沢アートプラットホーム 2008」Atelier Bow-Wow：横山町の町屋、石川
- 2008年-「DROWING」TIME&STYLE MIDTOWN、東京
- 2009年-「1 DAY PRIVATE : VIEWING ROOM」HIROYUKI TANAKA ARCHITECTS : DOORS、東京
- 2009年-「ハラホレヒレハレ-不時着-」8 Link Studio、長野
- 2009年-「Transmutation」第五回造形現代美術家展、東京造形大学付属横山記念マンズー美術館、東京
- 2010年-「知覚の扉　The Doors of Perception」豊田市美術館、愛知
- 2010年-「知覚の扉II」喜楽亭、愛知
- 2010年-「ガラパゴス・ファイン1」たけだ美術、銀座
- 2011年-開館25周年記念 百花繚乱展 関連企画「もの」「ひと」「はこ」特別展示 机上の地平／梱包箱」静岡県立美術館県民ギャラリーB、静岡
- 2011年-「箱と人 X+Y」Gallery PSYS、静岡

## パブリック・コレクション
- 2008年-十和田市現代美術館[2]、青森